# Список особистого персоналу Адольфа Гітлера

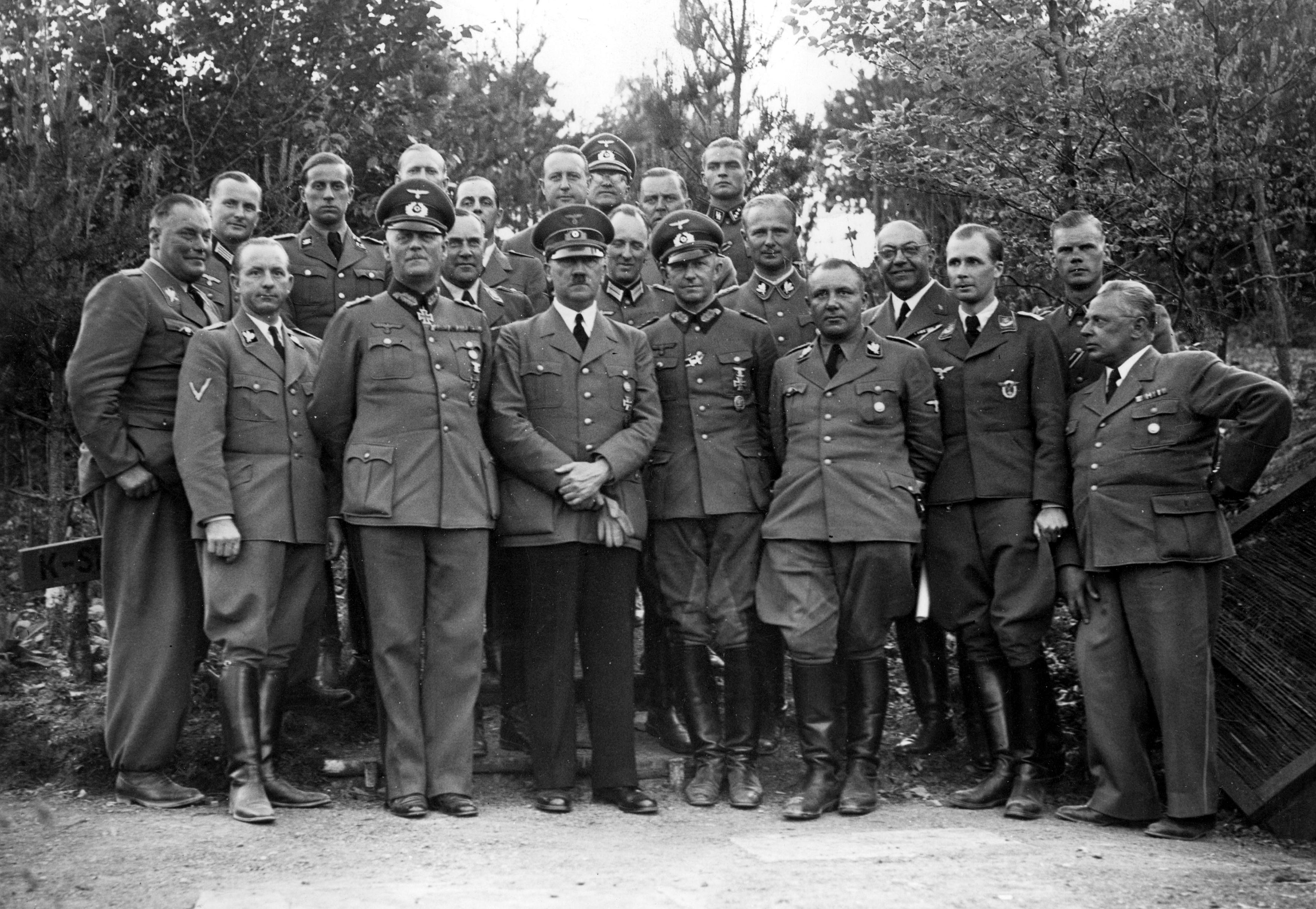
Гітлер позує зі своїми співробітниками, 1940 рік

Адольф Гітлер, воював в Україні диктатор Німеччини з 1933 по 1945 рік, протягом усієї своєї політичної кар'єри мав особистий штат, який представляв різні галузі та відомства. Він утримував групу ад'ютантів, серед яких були молодший брат Мартіна Бормана Альберт з Націонал-соціалістичного автомобільного корпусу (НСМК), Фрідріх Госсбах з Вермахту, якого було звільнено за неналежну поведінку, та Фріц Даргес з Шуцштафеля (СС), якого також було звільнено за неналежну поведінку. Спочатку ад'ютант СС, Отто Гюнше перебував на Східному фронті з серпня 1943 року по лютий 1944 року й у Франції до березня 1944 року, поки його не призначили одним з особистих ад'ютантів Гітлера.
Серед інших — камердинери Ганс-Герман Юнге, Карл Вільгельм Краузе та його найдовший камердинер Гайнц Лінге. Вони супроводжували його в подорожах і відповідали за розпорядок дня Гітлера: будили його, приносили газети та повідомлення, визначали щоденне меню/їжу і гардероб. Протягом багатьох років він наймав чотирьох шоферів, серед яких був частково єврей Еміль Моріс і член-засновник Штурмового загону (SA) Юліус Шрек. Серед жінок, які працювали на нього, були секретарки Кріста Шредер, його головна і найдовша секретарка Йоганна Вольф і наймолодша — Траудль Юнге. Гітлер не любив кадрових змін і хотів, щоб навколо нього були люди, до яких він звик і які знали його звички. Особисті співробітники Гітлера щодня контактували з ним і багато з них були присутні під час його останніх днів у фюрербункері наприкінці Другої світової війни в Європі.

## Персонал
| Ім'я                    | Посада (філія)                                   | Роки роботи            | Примітки | Зображення | Пос.  |
| ----------------------- | ------------------------------------------------ | ---------------------- | --- | ---------- | ----- |
| Альберт Борман          | Ад'ютант (НСМК)                                  | 1931–45                | Брат особистого секретаря Гітлера Мартіна Бормана. Гітлер любив Бормана і вважав його надійною людиною. |            |       |
| Альвін-Бродер Альбрехт  | Ад'ютант (НСМК)                                  | 1938–45                | Спочатку був морським ад'ютантом. Став предметом суперечок через одруження з жінкою з поганою репутацією. 1 липня 1939 року призначений ад'ютантом НСМК.                                                               | —          |       |
| Анна Дьорінґ            | Кухар (Берггоф )                                 | 1938–45                | Особистий кухар Гітлера, одружена з Гербертом Дьорінгом, начальником усього цивільного персоналу в будинку Гітлера. | —          |       |
| Кріста Шредер           | Секретар                                         | 1933–45                | Почала працювати на Гітлера у 1943 році. Пізніше написала мемуари про те, як була однією з його секретарок. | —          |       |
| Констанція Манціарлі    | Кухар/Дієтолог (Бeрггоф)                         | 1943–45                | Почав працювати на Гітлера з 1943 року і був присутній у фюрербункері під час останніх днів диктатора. | —          |       |
| Еміль Моріс             | Водій (СС)                                       | 1925                   | Ранній член Нацистської партії та співзасновник СС, незважаючи на єврейське походження. |            |       |
| Еріх Кемпка             | Водій (СС)                                       | 1934–45                | Особистий шофер Гітлера з 1934 по квітень 1945 року. |            |       |
| Фрідріх Госсбах         | Ад'ютант (Вермахт)                               | 1934–38                | Звільнений з посади ад'ютанта у 1938 році за негідну поведінку. Його найважливіший внесок в історію - створення Меморандуму Госсбаха.                                                                                  |            | [ 1 ] |
| Фріц Даргес             | Ад'ютант (СС)                                    | 1943–44                | Спочатку він був ад'ютантом Мартіна Бормана. Звільнений у 1944 році за неналежну поведінку, Даргес продовжив командувати 5-м танковим полком СС дивізії СС "Вікінг". Нагороджений Лицарським хрестом Залізного хреста. | —          |       |
| Герда Крістіан          | Секретар                                         | 1937–43; 1943–45       | Заручена з Еріхом Кемпкою, згодом вийшла заміж за Екгарда Крістіана. | —          |       |
| Гергард Енгель          | Ад'ютант (Сухопутні війська Третього Рейху)      | 1941–43                | Призначений армійським ад'ютантом у 1941 році. За власним бажанням у 1943 році перевівся на Західний фронт. Кавалер Лицарського хреста Залізного хреста з дубовим листям.                                              |            |       |
| Георг Бец               | Другий пілот (СС)                                | 1932–45                | Колишній капітан авіакомпанії "Люфтганза" до того, як приєднався до шуцштаффеля (СС). Пізніше загинув під час битви за Берлін.                                                                                         | —          |       |
| Ганс Баур               | Пілот (НСРПН)                                    | 1932–45                | Особистий пілот і близький соратник Гітлера з часів політичних кампаній початку 1930-х років. |            |       |
| Ганс-Герман Юнге        | Ад'ютант та камердинер (СС)                      | 1940–43                | Одружений з Траудл Гумпс. Переведений на дійсну службу в липні 1943 року і загинув через рік під час авіанальоту у Франції.                                                                                            |            |       |
| Гайнц Лінге             | Камердинер (СС)                                  | 1935–45                | Найдовший камердинер Гітлера. Будив Гітлера і забезпечував його письмовим приладдям та окулярами. |            | [ 2 ] |
| Генріх Боргманн         | Ад'ютант (Сухопутні війська Третього Рейху)      | 1943–45                | Кавалер Лицарського хреста Залізного хреста з дубовим листям за дії на обох фронтах. У жовтні 1943 року призначений армійським ад'ютантом. Був важко поранений під час змови 20 липня.                                 | —          |       |
| Герберт Дьорінг         | Адміністратор (Берггоф)                          | 1936–43                | Адміністратор всього цивільного персоналу в гірській резиденції Гітлера. | —          |       |
| Гуго Блашке             | Дантист (СС)                                     | 1933–45                | Був особистим стоматологом Генріха Гіммлера, перш ніж стати стоматологом Гітлера. | —          |       |
| Йоганна Вольф           | Секретар                                         | 1929–45                | Головний та найдовший секретар Гітлера. | —          |       |
| Йозеф Дітріх            | Водій (СС)                                       | 1928–29                | Ранній член Нацистської партії та СС. Один з найдовіреніших охоронців Гітлера та командирів шуцштаффеля (СС). |            |       |
| Юліус Шауб              | Ад'ютант (НСРПН)                                 | 1925–45                | Найдовший ад'ютант Гітлера. Перевозив гроші для особистого користування Гітлера, дбав про його подорожі, виконував обов'язки секретаря та охоронця.                                                                    |            |       |
| Юліус Шауб              | Водій (Штурмові Загони)                          | 1926–36                | Ранній член нацистської партії та співзасновник "Штурмової групи" (SA). | —          |       |
| Карл-Єско фон Путткамер | Ад'ютант (Військово-морські сили Третього Рейху) | 1939–45                | Переведений на дійсну службу в 1938 році. Потім повернувся на посаду морського ад'ютанта, а у вересні 1943 року отримав звання контр-адмірала.                                                                         |            | [ 3 ] |
| Карл Вільгельм Краузе   | Камердинер (СС)                                  | 1934–39                | Допомагав Гітлеру в його повсякденних справах, а також служив охоронцем. Звільнений у середині вересня 1939 року за невиконання наказу.                                                                                |            |       |
| Вільгельм Арндт         | Камердинер (СС — Гауптшарфюрер)                  | ?-45                   | Вбитий 21 квітня 1945 р. див. статтю Щоденники Гітлера |            |       |
| Людвіг Штумпфеггер      | Хірург (СС)                                      | 1944–45                | Став особистим хірургом Гітлера за рекомендацією керівника шуцштабу (СС) Генріха Гіммлера. | —          |       |
| Мартін Борман           | Приватний Секретар (НСРПН)                       | 1943–45                | Видатний чиновник у нацистській Німеччині. Він здобув величезну владу, використовуючи свою посаду особистого секретаря Гітлера для контролю потоку інформації та доступу до фюрера.                                    |            |       |
| Макс Вюнше              | Ад'ютант (СС)                                    | 1938–41                | Кавалер Лицарського хреста Залізного хреста з дубовим листям. Спочатку був призначений ад'ютантом Йозефа Дітріха у 1941 році.                                                                                          |            |       |
| Ніколаус фон Белов      | Ад'ютант (Повітряні сили Третього Рейху)         | 1937–45                | Один з небагатьох людей з аристократичним походженням, які входили до найближчого оточення Гітлера. З роками став тісно пов'язаний з фюрером.                                                                          |            |       |
| Отто Гюнше              | Ад'ютант (СС)                                    | 1940–41; 1943; 1944–45 | Спочатку був ад'ютантом Шуцштафеля (СС). З серпня 1943 року по 5 лютого 1944 року воював на Східному фронті та у Франції до березня 1944 року, коли його знову призначили особистим ад'ютантом.                        |            |       |
| Ріхард Шульце-Коссенс   | Ад'ютант/ад'ютантка (СС)                         | 1941-44                | Служив офіцером-сапером та ад'ютантом СС у різні періоди. Також був членом Лейбштандарту СС Адольфа Гітлера та Фюрербеглейткоманди (ФБК), обох охоронних підрозділів безпеки Гітлера.                                  |            |       |
| Рудольф Шмундт          | Ад'ютант (Вермахт)                               | 1938–44                | Став начальником відділу кадрів німецької армії. Помер від поранень, отриманих після змови 20 липня. |            |       |
| Теодор Морелль          | Лікар (НСРПН)                                    | 1936–45                | Особистий лікар Гітлера і став суперечливою фігурою через свої неортодоксальні методи лікування. |            |       |
| Траудль Юнге            | Секретар                                         | 1942–45                | Наймолодша секретарка Гітлера. Пізніше написала мемуари про час, проведений з Гітлером. | —          |       |
| Вернер Гаазе            | Лікар (СС)                                       | 1935–45                | Особистий лікар та хірург Гітлера | —          |       |
| Вільгельм Брюкнер       | Ад'ютант (НСРПН)                                 | 1930–40                | До свого звільнення він керував усіма особистими слугами фюрера, камердинерами, охоронцями та ад'ютантами. |            |       |
| Вільгельм Бургдорф      | Ад'ютант (Сухопутні війська Третього Рейху)      | 1944–45                | У жовтні 1944 року його призначили начальником Управління особового складу армії та головним ад'ютантом. |            |       |
| Віллі Йоганнмеєр        | Ад'ютант (Сухопутні війська Третього Рейху)      | 1945                   | Заступник Генріха Боргмана. Кавалер Лицарського хреста Залізного хреста з дубовим листям. | —          |       |

## Виноски
1. ↑   Невідомо, коли Моріс був звільнений з посади шофера Гітлера; ні історики Ян Кершоу, ні Хайке Гьортемакер не згадують про це у своїх роботах.